# بوب توماس (سياسي أسترالي)
بوب توماس (بالإنجليزية: Bob Thomas)‏ هو سياسي أسترالي، ولد في 17 أكتوبر 1954، وتوفي في 12 ديسمبر 2016. حزبياً، نشط في حزب العمال الأسترالي.